# Derinkuyu
Derinkuyu (turski za duboki bunar) grad je i okrug u Nevşehiru, turskoj pokrajini  u središnjoj Anatoliji. Za popisa stanovništva 2010. godine okrug je imao 22 114 stanovnika od kojih je 10 679 živjelo u gradu Derinkuyu. Okrug se prostire na površini od 445 km2 na prosječnoj nadmorskoj visini od 1300 m. Najviša planina je Ertaş s vrhom na 1988 mnm.
Derinkuyu je poznat po velikom podzemnom gradu na više razina, koji je značajna turska turistička atrakcija. Povijesna regija Kapadocija u kojoj se nalazio Derinkuyu imala je nekoliko, sada uglavnom napuštenih podzemnih gradova isklesanih u jedinstvenoj geološkoj formaciji. Više od 200 podzemnih gradova dubokih najmanje dvije razine otkriveno je u području između Kayserija i Nevşehira; njih četrdesetak ima barem tri razine. Trogloditski gradovi Derinkuyu i Kaymaklı, povezani osamkilometarskim tunelom, najbolji su primjeri stanovanja pod zemljom.

## Povijest
Najstariji pisani izvor o podzemnim građevinama Ksenofontov je spis Anabaza. On piše da su ljudi koji su živjeli u Anatoliji iskopali svoje kuće pod zemljom, živeći dobro u nastambama dovoljno velikim za obitelj, domaće životinje i zalihe hrane.
Smatra se da su špilje u mekanim vulkanskim stijenama prvobitno izgradili Frigijci u 8. ili 7. stoljeću pr. n. e. Kada je u rimsko doba frigijski jezik izumro i bio zamijenjen grčkim jezikom, stanovnici su, sada kršćani, proširili svoje špilje na duboke strukture na više razina dodajući kapele i natpise na grčkom.
Od bizantskih vremena u 4. stoljeću pa do napuštanja grada 1923. godine Derinkuyu je među svojim stanovnicima, kapadocijskim Grcima, bio poznat kao Malakopea (grčki: Μαλακοπέα). Podzemni grad uvelike je proširen sredinom bizantskog razdoblja kako bi služio kao utočište za napada armija umajadskih Arapa i Abasida, tijekom arapsko-bizantskih ratova (od 780. do 1180. godine).
Podzemni grad Derinkuyu ima najmanje osam razina i dubinu od 85 m, a mogao je pružiti utočište tisućama ljudi. Svaki kat mogao se iznutra zatvoriti velikim kružnim kamenim vratima. Grad je imao prodavaonice hrane, kuhinje, štandove, crkve, preše za vino i ulje, ventilacijske otvore, bunare i vjersku školu, vjerojatno u velikoj dvorani s bačvastim svodom. Grad se koristio kao zaštita od mongolskih upada u Timur u 14. stoljeću.
Nakon što je regija pala pod Osmanlije gradovi su korišteni kao skloništa (grčki: καταφύγια). Sve do dvadesetog stoljeća stanovnici grada koristili su podzemne odaje kako bi pobjegli od povremenih otomanskih progona. Jezikoslovac s Cambridgea R. Dawkins, koji je boravio u gradovima 1910. i 1911. godine dok je pisao svoju knjigu o kapadokijskom grčkom jeziku, naveo je: »Njihovo korištenje kao utočišta za vrijeme opasnosti naznačeno je njihovim imenom καταφύγια. Kada su 1909. stigle vijesti o masakrima u Adani velik dio stanovništva našao je utočište u ovim podzemnim odajama i nekoliko noći nisu se usuđivali spavati iznad zemlje.«
Tuneli su konačno napušteni kada su Grci u razmjeni stanovništva između Grčke i Turske 1923. godine morali napustiti Kapadociju.
Tuneli su ponovno otkriveni 1963. godine kada je stanovnik Derinkuyua pri renoviranju kuće iza zida pronašao skrivenu sobu. Daljnjim kopanjem otkriven je pristup mreži tunela. Nalazište je za posjetitelje otvoreno 1969. godine, a sada im je dostupan manji dio podzemnog grada.

## Slike podzemnog grada
- Stubište u podzemnom gradu
- Vrata u podzemnom gradu
- Odaja u podzemnom gradu
- Velika soba u blizini posljednjeg izlaza

## Vanjske poveznice
- Službena stranica guvernera okruga (turski)
- Službena stranica općine okruga (turski)
- Opće informacije o Derinkuyuu. derinkuyu.gov.tr (turski). Inačica izvorne stranice arhivirana 30. lipnja 2008. Pristupljeno 14. travnja 2008.